# Дзётаро Кудзё
Дзётаро Кудзё (яп. 空条 承太郎 Ку:дзё: Дзё:таро:) или Джотаро Куджо — персонаж вселенной JoJo’s Bizarre Adventure, является главным героем третьей части манги Stardust Crusaders и одним из действующих персонажей в четвёртой и шестой частях манги — Diamond Is Unbreakable и Stone Ocean.
Появлялся в 5 разных экранизациях, а также в ряде японских игр жанра экшен и файтинг. Один из самых узнаваемых персонажей из вселенной JoJo.
В частности, он появляется в качестве главного героя в большинстве существующих экранизаций и игр, созданных по мотивам JoJo’s Bizarre Adventure и на обложках/постерах как правило изображается вместе c главным антагонистом Дио Брандо.

## Создание персонажа
Перед созданием персонажа, Хирохико Араки, автор манги был вдохновлён фильмом «Вокруг света за 80 дней», а также сценическим образом американского Актёра Клинта Иствуда, который по словам актёра «не бежит, его движения минимальны, он немногословен».
Мускулистое телосложение персонажa было создано под вдохновением таких фильмов, популярных в 80-е годы, как Рэмбо или Терминатор. Также Араки стремился создать персонажа, не похожего на главных героев из предыдущих двух частей манги.
Так Джонатан Джостар выглядел слишком правильным и серьёзным, а Джозеф Джостар слишком сумасшедшим. Дзётаро задумывался, как независимый герой, способный справиться с задачей и без поддержки союзников и даже наоборот, герой достаточно силён, чтобы союзники полагались на Дзётаро, который обладает одновременно высоким интеллектом и дисциплиной, выступает в роли лидера команды и его компаса. С другой стороны Дзётаро должен был излучать устрашающую ауру, «даже когда он лишь держит руки в кармане». Особое внимание мангака уделил связи личности персонажа с его внешним видом так, чтобы читатель мог с первого взгляда понять, что за личность перед ним находится и больше доверять персонажу.
Одновременно Араки заметил, что крайне важно прописать и слабые стороны персонажа, его ограничения, с которыми он вынужден мириться и решать свои проблемы. Факт того, что Дзётаро, согласно сюжету, прячется в тени славы его дедушки — является фактором сильного психологического давления на героя, и одновременно мотивирует его на смелые поступки.
Араки признался, что автору обычно сложно наделять своих героев недостатками, но одновременно это придаёт персонажу «трёхмерность»; зритель должен ему сопереживать и видеть, как персонаж морально и физически развивается в лучшую сторону.
Представляя Дзётаро Кудзё зрителю, Араки намеренно продемонстрировал контраст между тем, каким герой был послушным в детстве и стал бунтарём, создавая посыл, что за этот промежуток времени «что-то произошло».
Чтобы подчеркнуть, что Дзётаро, в отличие от предыдущих героев Джонатана и Джозефа, не является героем прошлой эпохи, а современным персонажем, Араки одел Дзётаро в костюм, напоминающий японскую школьную форму.

## Характер и описание

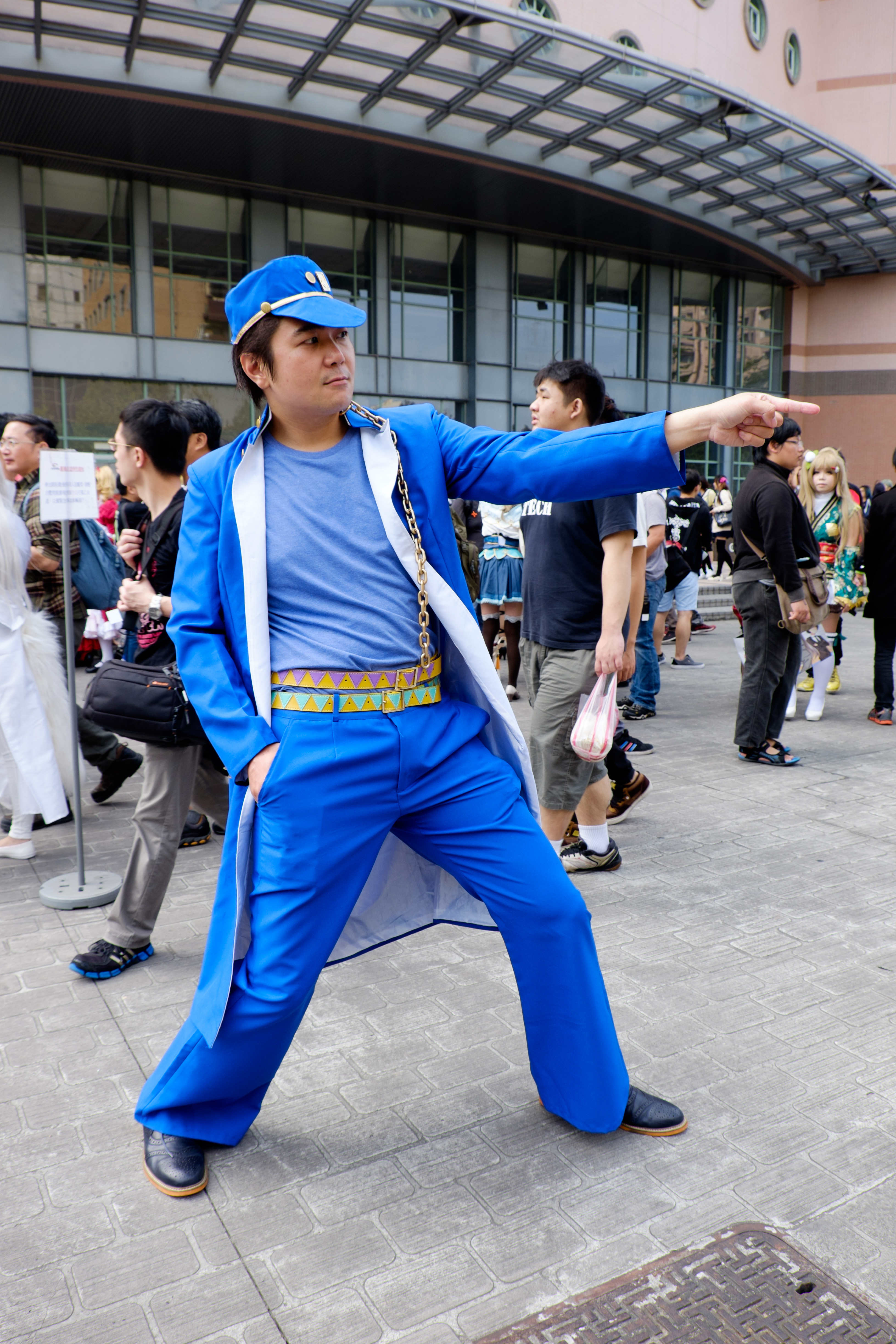
Дзётаро Кудзё, вдохновение

Дзётаро родился в 1970 году, он хафу — сын японского музыканта Садао Кудзё и Холли Кудзё, дочки Джозефа Джостара, точнее он на 1/4 англичанин, 1/4 итальянец и 1/2 японец. Его рост составляет 195 сантиметров, он весит 82 килограмма.
С 1992 года имеет дочь от неназванной американки. Из-за редких появлений дома имеет плохие отношения с женой и дочерью. Редкие появления дома оправдывал командировками, что являлось ложью. Все это время Джётаро разбирался с последствиями Дио, его приспешников и других пользователей стендов и не хотел подвергать семью опасностям из-за своих сил и знаний. 
Дзётаро немногословен, спокоен и проницателен.
Кроме того, он никогда не лезет на рожон и всегда оценивает ситуацию и окружающую обстановку.
Однако под этой маской скрывается агрессивный, избалованный вниманием Холли подросток, склонный к бунтарскому поведению, но ответственность за спасение жизни матери заставляет его взглянуть по новому на жизнь и усмирить свой характер, хотя иногда Дзётаро очень трудно сдерживать гнев. Джотаро обладал удивительным духом так сказать стендом Star platinum. 
В четвёртой части манги Diamond is Unbreakable Дзётаро уже 28 лет, хотя он так и остаётся молчаливым, однако его юношеский максимализм уходит и он выступает уже в роли голоса разума и рациональности. Также Дзётаро демонстрирует глубокое познание в биологии, медицине и криминалистике, что делает из него хорошего сыщика и стратега.
В шестой части манги Stone Ocean Дзётаро остаётся немногословным и спокойным, но при опасности для дочери может потерять хладнокровие и поддаться эмоциям.
Внешне (на момент 1988 года) Дзётаро похож на высокого и мускулистого человека; девушки находят его привлекательным и он пользовался большим успехом у женской половины, будучи школьником.
Также люди, знавшие Джозефа в более молодом возрасте, замечали их внешнее сходство несмотря на полуяпонские корни Дзётаро. Главная фишка внешности Дзётаро — его кепка, чей материал плавно перерастает в волосы на голове. В третьей части манги у него чёрный костюм, а в четвёртой (1999 год) — белый, сам Дзётаро имеет более сдержанный стиль, чем в молодости.
На руке персонаж носит часы TAG Heuer. Крылатой фразой персонажа является «Ярэ Ярэ Дадзэ» (яп. やれやれ  だぜ), которая имеет широкое значение и может переводится, как «вот это да»/«ну и ну»/«погоди», а в английском дубляже OVA-сериала фраза переводится: «какая боль».

### Стенд
Стенд Дзётаро называется Star Platinum (Платиновая звезда) и названа в честь карты таро Звезда. При атаке стенд Дзётаро кричит: ORA ORA ORA!!!!, что стало своеобразным интернет-мемом,.
Является одним из сильнейших известных стендов (уступает лишь стендам, продвинувшимся в эволюции до Requiem или тем более до Over Heaven) и является стендом с самым большим потенциалом (The World:Over Heaven для изменения реальности нужны руки, а Star Platinum:Over Heaven — нет). Обладает сверхчеловеческой скоростью, может останавливать пули или отбить многотонный объект. В кулачном бою ему нет равных. Также он способен останавливать время на несколько секунд (Во время событий Stardust Crusaders и Stone Ocean — его лимитом были пять секунд, а во время Diamond is Unbreakable — 2.), но дальность, в которой стенд боеспособен — 2 метра.
Обладает отличным зрением и поэтому может на расстоянии до десяти километров разглядеть подробно крупные или мельчайшие объекты, которые не видимы для человеческого глаза.
В 6 части увеличивает свои силы: например, он может останавливать время уже на 5 секунд и дальность, где стенд способен сражаться, возрастает до 10 метров, но становится гораздо менее выносливым.
Возможно обладает собственным разумом (носил Дзётаро личные вещи, пока тот был в тюрьме), но не часто демонстрирует что-то похожее на разум.

## История
Дзётаро родился в 1970 году в Японии в семье Садао Кудзё и Холли Джостар. Своё детство провёл в Японии и вырос хулиганом и бунтарём, проявляя полное неуважение к другим и провоцируя людей на драки, чтобы затем избить до полусмерти.
После пробуждения Дио Брандо в 1987 году у Дзётаро пробуждается сила стенда, однако молодой человек думает, что «одержим злым духом» и добровольно уходит в тюрьму, и по приходе матери с дедушкой Джозефом (главный герой прошлой части) показывает, как его «злой дух» может ловить пули, стреляя себе в голову. После того, как он узнаёт о природе «суперсилы», Дзётаро учится призывать стенд. После возвращения Дио Холли начала медленно умирать из-за нестабильной силы в своём теле. Так Дзётаро начинает путешествовать по странам востока, начиная с Гонконга, Сингапура, Калькутты (Индия), Карачи (Пакистан) и заканчивая путешествие в Каире. Во время путешествия к нему присоединяются школьник Нориаки Какёин, француз Жан-Пьер Польнарефф, медиум Мохаммед Абдул и пёс Игги. Во время финальной битвы Дзётаро обнаруживает, что его стенд способен останавливать время.
В 4-й части он — второстепенный персонаж, ему 28 лет, и он защищает докторскую степень и сотрудничает с компанией «Фонд Спидвагона». На момент событий Diamond is Unbreakable приезжает в город Морио, чтобы расследовать таинственное появление новых владельцев стендов, а затем помогает героям найти серийного убийцу.
К 2011 году (6 часть) Дзётаро уже 40 лет, и он становится океанологом, переезжая в США, где растил дочь Джолин Кудзё, которая благодаря Дзётаро приобретает сверхспособность и впоследствии становится главной героиней 6 части. Позже он пытается забрать Джолин из тюрьмы, и в результате этого появляется стенд по имени White Snake, который крадёт у Дзётаро его стенд и память, преобразовав их в диски. 

## Влияние
Персонаж является одним из самых узнаваемых из вселенной JoJo’s Bizarre Adventure и появлялся в 7 разных играх. С его изображением выпускаются разные аксессуары. Среди которых и маски для лица с изображением стенда Дзётаро — Star Platinum или даже фигурка Дзётаро и его стенда, украшенная 600 стразами Swarovski, которые были распроданы на аукционе через GamesAid.. Также статуи Дзётаро Кудзё и Дио Брандо в реальном размере были представлены в фестивале Medicos Entertainment.
По версии сайта theotaku2anime.wordpress.com, занимает 7 место в списке лучших персонажей вселенной Jojo. Фанатами персонажа являются например известная японская певица Кяри Памю Памю и во время своих выступлений часто принимает культовые позы Дзётаро и других персонажей из манги. Кроме того, она назвала свою собаку Jojo и для интервью также надевала косплей персонажа Дзётаро. Позу Дзётаро также использовал Клинт Иствуд, известный американский актёр для фотографии в журнале в честь 25-ти летия манги. Иствуд также лично встречался с Хирохико Араки, автором манги.

### Критика
Критик сайта Themanime похвалил персонажа Дзётаро Кудзё, отметив его выраженную индивидуальность на фоне остальных персонажей. Критик сайта ootb-media отметил, что главный герой Дзётаро получился холодным: он не джентльмен как Джонатан, но и не обманщик как Джозеф. Представитель сайта Japanator заметил, что Дзётаро представляет собой один из самых распространённых архетипов героев сёнэн манги — а именно «паршивца с золотым сердцем», независимого бунтаря, который делает что хочет вопреки мнению остальных людей, но при этом не отказывается от благородных целей борьбы с несправедливостью и злом и защиты слабых, что делает Дзётаро похожим, например, на Итиго Куросаки, главного героя «Блич». Ник Кример из Anime News Network наоборот не оценил образ персонажа, который держится только на пафосе. В частности он заметил, как Дзётаро постоянно побеждает в схватках, «потому, что он крутой и его стенд оказывается сильнее», при этом предыдущий герой франшизы Джозеф Джостар побеждал в сражениях благодаря своей хитрости и смекалке, что было интереснее и добавляло юмор в сюжет. В результате сюжет манги держится именно на второстепенных героях, а Дзётаро выступает скорее в роли некого маскота.